# Epifenomén
Epifenomén (z řec. epi-fainó, ukazovat se na něčem) je jev, který sice může mít příčinu, sám však nevykazuje žádné působení či důsledky. V širším slova smyslu průvodní, druhotný, nepodstatný jev.

## Historie
Pojem vznikl v 18. století v lékařské diagnostice pro rozlišení mezi zásadními a nutnými symptomy nemoci a epifenomény – nahodilými průvodními znaky. V 19. století jej převzali filosofové v diskusi o vztahu mezi tělem a duší. Jako filosofický pojem má blízko ke staršímu pojmu případku (akcidens), nevztahuje se však k věcem samým, nýbrž k jevům čili fenoménům. Thomas Henry Huxley, L. Büchner nebo Th. Ribot vyslovili tezi, že vědomí je pouhým epifenoménem mozkové činnosti.

## Epifenomenalismus
Pro tento názor, že vědomí a duševní činnost jsou pouhými epifenomény nervové činnosti, zavedl Max Scheler název epifenomenalismus, který se užívá zejména v anglosaské filosofii. Jakkoli je závislost vědomí na mozku a jeho činnosti dobře prokázána, vede se dodnes diskuse, zda se sám fenomén vědomí dá nervovou a mozkovou činností plně vysvětlit.